# Ashampoo FireWall
Ashampoo Firewall — программа для комплексной защиты компьютера от вирусов и других типов вредоносных программ, а также от хакерских атак и спама. Программа была создана германской частной компанией Ashampoo.
Утилита не является кроссплатформенным программным обеспечением и работает только на компьютерах под управлением операционной системы Microsoft Windows.

## Описание
Мощный и эффективный файерволл, который представляет собой программный комплекс услуг, способный проверять входящие или исходящие данные через Интернет.
После установки в систему Ashampoo Firewall начинает отслеживать всю сетевую активность, контролируя все приложения, исходящий и входящий сетевой трафик, а также защищает компьютер от проникновения хакеров, вирусов, троянских программ, шпионских программ, руткитов, adware по сети или через Интернет. При всех своих больших возможностях остается маленьким по размеру, а также экономным в потреблении системных ресурсов.

## Возможности
- Автоматически определение программы, которая пытается сделать соединения и позволяет пользователю решить, запретить или разрешить действие.
- Два режима защиты.
  - «Easy Mode» — для тех, кто слабо разбирается в тонкостях технической настройки и защите ПК.
  - «Expert Mode» — предназначенный для профессионалов, которые настраивают файрвол под свою ответственность вручную.
- Создание правил для каждой программы.
- Блокирование всего сетевого трафика одним щелчком мыши, в случае обнаружения активного вредоносного кода.
- Минимальное потребление системных ресурсов.
- Компактный и простой в использовании графический интерфейс.
- Подробная статистика о клиентских, серверных, локальных, разрешённых и блокированных соединениях.
- Журнал событий.
- Также в стандартную комплектацию входят 4 дополнительных инструмента для обеспечения безопасности.
  - Интернет очистка (удаление всех следов веб-сёрфинга в сети).
  - Менеджер автозапуска.
  - Блокировщик IP-спама.
  - Мониторинг процессов.